# ポール・ドミエヴィル
ポール・ドミエヴィル（Paul Demiéville、1894年9月13日 – 1979年3月23日）は、スイスとフランスの中国学者で東洋学者。敦煌文献と仏教の研究、漢詩の翻訳、および30年にわたって『T'oung Pao（通報）』編集者をつとめたことで知られる。中国名は「戴密微」（Dài Mìwēi）。
ドミエヴィルは20世紀前半最大の中国学者のひとりであり、中国語と仏教の幅広い研究分野に対する貢献で知られる。特にフランスでは、ドミエヴィルが第二次世界大戦以降まで生きのびた唯一の重要な中国学者だった。
ドミエヴィルは中国研究のために日本語を学習した最初の中国学者であった。20世紀初頭以前は、中国研究者の大部分は第2の研究言語として満州語を学んでいたが、ドミエヴィル以降はほとんどの主要な中国学者が日本語を学ぶようになった。

## 青年期まで
ドミエヴィルはスイスのローザンヌで1894年に生まれた。父は有名な医師であった。ドミエヴィル一家がスイス国籍であったことと、父の地位・収入が高かったことにより、ドミエヴィルは当時の大部分の人間よりもはるかに国際的で多文化的な教育を受けることができた。母語のフランス語に加えて、夏休みを家族でイタリアで過ごしたことからイタリア語を学び、ベルンで学生であったことからドイツ語を学んだ。ベルンでは1911年にバカロレアの資格を得た。
その後ドミエヴィルはミュンヘン・ロンドン・エディンバラで学んだ。エディンバラ大学ではジョージ・セインツベリーの講義に出席した。その後、17世紀・18世紀の組曲に関する論文によって1914年に学位（licencié）を得た。翌1915年にはキングス・カレッジ・ロンドンで学んだ。このときにはじめて習った中国語がすぐに研究の中心になった。フランスに戻った後、フランス国立東洋言語文化研究所で学び、その後コレージュ・ド・フランスに移ってエドゥアール・シャヴァンヌについて中国語を学び、またシルヴァン・レヴィについてサンスクリットの学習を開始した。1919年に東洋言語文化研究所の学位（Diplômé）を取得した。

## 経歴
1919年に学位を得たのち、ドミエヴィルはハノイのフランス極東学院で1920年から1924年まで過ごした。1924年からは厦門大学でサンスクリットと哲学を教えた。1926年に日本の東京にある日仏会館に移り、シルヴァン・レヴィらの『法宝義林』（日本・中国の資料によるフランス語で書かれた仏教百科事典、1929年第1巻が出版された）の主編をつとめた。
ドミエヴィルは1930年にフランスに帰った。翌年東洋言語文化研究所の中国語教授に就任し、フランスに帰化した。第二次世界大戦を通じてその職にあった。1945年には高等研究実習院第4部門の主任になり、仏教哲学を1956年まで教えた。1946年にドミエヴィルはアンリ・マスペロ（1945年にブーヘンヴァルト強制収容所で死亡）の後任としてコレージュ・ド・フランスの中国語・中国文学の教授に選ばれ、1964年に退官するまでその職にあった。1951年にドミエヴィルはフランス学士院碑文・文芸アカデミーの会員に選ばれた。
1945年から1975年まで、ドミエヴィルは『T'oung Pao （通報）』のフランス側共同編集者をつとめたことで知られる（『T'oung Pao』は伝統的にオランダとフランスの中国学者各1名が編集者をつとめる）。

## 主な著書

### 仏教関係
- “Les Versions chinoises du Milindapanha （ミリンダ王の問いの漢訳版）”. Bulletin du l'École française d'Extrême-Orient XXIV:  1–258. (1924).
- “Sur l'authenticité du Ta tch'eng k'i sin louen （大乗起信論の信憑性について）”. Bulletin de la Maison Franco-Japonaise （日仏会館学報） 2 (2):  1–78. (1929).
- “Iconography and History”. The Twin Pagodas of Zayton: A Study of Later Buddhist Sculpture in China. Harvard-Yenching Institute Monograph Series. 2. Cambridge, Mass.: Harvard-Yenching Institute. (1935). pp. 27–95
- “À propos du Concile de Vaiśāli （ヴァイシャーリーの会議（第二結集）に関して）”. T'oung Pao (Leiden: E.J. Brill) (40):  230–296. (1951).
- Le Concile de Lhasa: Une controverse sur la quiétisme entre bouddhistes de l'inde et de le Chine au VIIIème siècle （ラサの会議：キエティスムについてのインドと中国の仏教徒の8世紀の論争）. Paris: Bibliothèque de l'Institut des Hautes Études chinoises. (1952)
- “La Yogācārabhūmi de Sangharaksa （衆護の修行道地経）”. Bulletin du l'École française d'Extrême-Orient XLIV (2):  339–436. (1954).

### 漢詩
- Anthologie de la poésie chinoise classique. Paris: Gallimard. (1962)

ドミエヴィル監修の中国古典詩選集

### 中国語関係
- “Archaïsms de prononciation en chinois vulgaire （中国語口語の発音に見られる古音の残存）”. T'oung Pao (40):  1-59,238. (1951).